# Chedun
Chedun är en köping i Kina. Den ligger i Songjiang i storstadsområdet Shanghai, i den östra delen av landet, omkring 27 kilometer sydväst om den centrala stadskärnan. Antalet invånare är 167 687. Befolkningen består av 79 501 kvinnor och 88 186 män. Barn under 15 år utgör 6,0 %, vuxna 15-64 år 89 %, och äldre över 65 år 3,0 %.